# Mario Paggi
Mario Paggi (Murlo, 10 febbraio 1902 – Milano, 26 ottobre 1964) è stato un giornalista e politico italiano.

## Biografia
Figlio di un medico di origini ebraiche, fu allievo di Piero Calamandrei nella Facoltà di Giurisprudenza dell'Università degli Studi di Siena. Nel 1924 iniziò a collaborare con il quotidiano di Giovanni Amendola Il Mondo, e dopo la laurea mosse i primi passi come avvocato trasferendosi a Milano. Qui si avvicinò al gruppo antifascista che ruotava intorno alla rivista di Lelio Basso Pietre, e nel 1928 fu per questo ingiustamente accusato dell'esplosione di una bomba a Piazzale Giulio Cesare, arrestato e condannato a 3 anni di confino, ridotti ad uno dopo l'appello.
Nel 1929 aprì a Milano un proprio studio, che divenne anche sede di incontri di pensatori ostili al regime fascista. Nel 1938 a causa delle leggi razziali non poté più esercitare la sua attività professionale e per sostentarsi fu costretto a dedicarsi all'attività di traduttore.
Nel 1942 fu tra i fondatori del Partito d'Azione e della rivista ufficiale del partito, L'Italia libera. Esponente dell'ala moderata del partito in opposizione a quella più radicale e di sinistra, nel 1944 fondò Lo Stato moderno, nelle cui pagine sostenne la necessità di una convinta collaborazione con le altre forze antifasciste. Nel dopoguerra fu deputato della Consulta Nazionale e iniziò a collaborare con il Corriere della Sera; nel febbraio 1946 abbandonò il Partito d'Azione col progetto irrealizzato di fondare una nuova forza, che riunisse tutti i partiti laici e moderati.
Nel 1949 con la chiusura dello Stato Moderno iniziò a collaborare con Il Mondo di Mario Pannunzio. Negli anni '50 si avvicinò al Partito Liberale, facendo parte della sua direzione nazionale. In polemica con la segreteria di Giovanni Malagodi, nel 1955 fu tra i fondatori del Partito Radicale. Deluso dai conflitti interni del partito, se ne allontanò, avvicinandosi al Partito Repubblicano. Morì di infarto nel 1964.